# Vadstena hospitalsförsamling
Vadstena hospitalsförsamling var en församling för Vadstena hospital i Linköpings stift inom Svenska kyrkan i Vadstena kommun i Östergötlands län. Församlingskyrka var Hospitalskyrkan.

## Administrativ historik
Församlingen införlivades omkring år 1900 i Vadstena församling.
Församlingskod var 058400.

## Hospitalspredikant
Lista över hospitalspredikanter i Vadstena hospitalsförsamling. Från 1897 predikade de även på Asylen.
| Ämbetstid | Namn                       | Levnadstid | Övrigt                                                |
| --------- | -------------------------- | ---------- | ----------------------------------------------------- |
| 1548      | Andreas                    |            |                                                       |
| 1566      | Brönjel                    |            |                                                       |
| 1574      | Gudmundus                  |            |                                                       |
| 1585      | Olavus                     |            |                                                       |
| 1603      | Ericus Ottonis             |            | Senare kyrkoherde i Östra Tollstads församling.       |
| 1609-1611 | Laurentius Pauli           |            |                                                       |
| 1626      | Johannes Nicolai           |            |                                                       |
|           | Ericus Haquini             | -1646      |                                                       |
|           | Johannes (Hans)            | -1651      |                                                       |
| 1651-1664 | Magnus Wangelius           | 1612-1673  | Senare kyrkoherde i Herrestads församling.            |
| 1664-1680 | Magnus Svenonis Leuchander | -1680      |                                                       |
| 1680-1694 | Canutus Spintzelius        | 1630-1694  |                                                       |
| 1694-1699 | Jonas Walbman              | 1638-1702  | Senare pastorsadjunkt i Normlösa församling.          |
| 1699      | Haquinus Elfving           |            | Senare kyrkoherde i Frödinge församling.              |
| 1713-1720 | Johannes Ristelius         | 1665-1723  |                                                       |
| 1721-1730 | Petrus Egelinus            | 1670-1730  |                                                       |
| 1730-1754 | Petrus Hagman              | 1688-1754  |                                                       |
| 1754-1776 | Magnus Kiellerin           | 1718-1776  |                                                       |
| 1776-1778 | Erik Andreæ Qvillén        | 1745-1796  | Senare kyrkoherde i Godegårds församling.             |
| 1792-1813 | Johan Alexandersson        | 1756-1813  |                                                       |
| 1814-1818 | Samuel Aspling             |            | Senare kyrkoherde i Lofta församling.                 |
| 1818–1819 | Hampus Eric Harlingzon     | 1784–1844  | Utnämnd 1818. Senare kyrkoherde i Rystads församling. |
| 1820–1831 | Per Daniel Sjödin          | 1788–1855  | Senare kyrkoherde i Fornåsa församling.               |
| 1831-1853 | Jonas Leonard Ahlstedt     |            | Senare kyrkoherde i Lofta församling.                 |
| 1853-1859 | Johan Wallin               | 1809-1874  | Senare komminister i Fivelstads församling.           |
| 1859-1867 | Carl August Bånge          | 1822-1893  | Senare kyrkoherde i Nykils församling.                |
| 1867-1877 | Carl Gustaf Nilsson        | 1837-1906  | Senare kyrkoherde i Östra Hargs församling.           |
| 1878-1879 | Axel Landquist             | 1843-1933  | Senare kyrkoherde i Katarina församling.              |
| 1880-1897 | Adolf Reinhold Hwarfner    | 1849-1897  |                                                       |
| 1897-     | Frans August Berggren      | 1860-      |                                                       |

## Hospitals syssloman
- 1814-1818 Samuel Aspling